# Nebulosa Anello
La Nebulosa Anello (nota anche come M 57 o NGC 6720) è una nebulosa planetaria visibile nella costellazione boreale della Lira; dista circa 2000 anni luce dalla Terra e ha un diametro di circa due anni luce. È una delle nebulose più famose.
La forma ad anello è in realtà un effetto prospettico poiché dalla Terra possiamo osservarla da uno dei poli. Se potessimo osservarla dal piano equatoriale avrebbe l'aspetto della Nebulosa Manubrio (M27).
Nella foto a lato, del Telescopio Spaziale Hubble, i diversi colori mostrano le differenti temperature dei gas espulsi dalla stella morente. Dal blu centrale dei gas caldi vicino alla nana bianca, ai più freddi gas rossi delle regioni periferiche.

## Osservazione

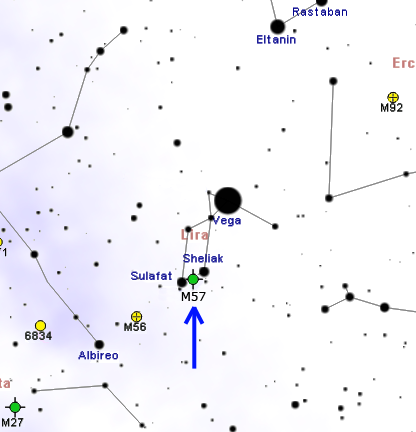
Posizione di M57 nella costellazione della Lira.

M57 si osserva nella costellazione della Lira, a sud della brillantissima stella Vega; questa stella costituisce il vertice nord-est di un asterismo ben noto come Triangolo Estivo. M57 si trova a circa il 40% della distanza angolare fra β Lyrae e γ Lyrae.
La nebulosa non può essere scorta con un binocolo come un 10x50 e difficilmente anche con modelli superiori come i 20x80.
Piccoli telescopi possono individuarla facilmente se in condizioni adatte, mostrandola come un piccolo dischetto; con strumenti attorno ai 10 cm di diametro la figura anulare e la forma ellissoidale cominciano a notarsi.
Strumenti maggiori mostrano alcune zone oscure ad est e ad ovest dell'anello, più alcune aree debolmente nebulose all'interno del disco.
Il periodo migliore per la sua osservazione ricade nei mesi dell'estate boreale, fra giugno e ottobre, tenendo comunque conto che dalla fascia temperata dell'emisfero boreale è comunque presente in gran parte delle notti dell'anno. Dall'emisfero australe la sua osservazione può risultarne più difficoltosa, specialmente dalla fascia temperata più meridionale; risulta essere qui un oggetto tipico dell'inverno australe.

## Storia delle osservazioni
Questa nebulosa fu scoperta da Antoine Darquier de Pellepoix, nel gennaio del 1779, il quale la descrisse come "larga come Giove e dall'aspetto simile ad un pianeta sbiadito". Nello stesso mese, ma più tardi, Charles Messier la riscoprì indipendentemente mentre compiva degli studi sulla ricerca di comete; fu così che la inserì nel suo celebre catalogo, come il suo 57º oggetto. Sia lui che William Herschel specularono sul fatto che la nebulosa potesse essere un sistema multiplo di stelle deboli impossibili da risolvere con il loro telescopio.
Nel 1800, il conte Friedrich von Hahn scoprì la debole stella centrale della nebulosa; in seguito, nel 1864, William Huggins esaminò lo spettro delle nebulose multiple, scoprendo che alcuni di questi oggetti, fra i quali M57, mostravano uno spettro con brillanti linee di emissione caratteristiche dei gas caldi fluorescenti. Huggins concluse che la gran parte delle nebulose planetarie non fosse composta da stelle non risolvibili come prima immaginato, ma che si trattava effettivamente di oggetti nebulosi.

## Evoluzione

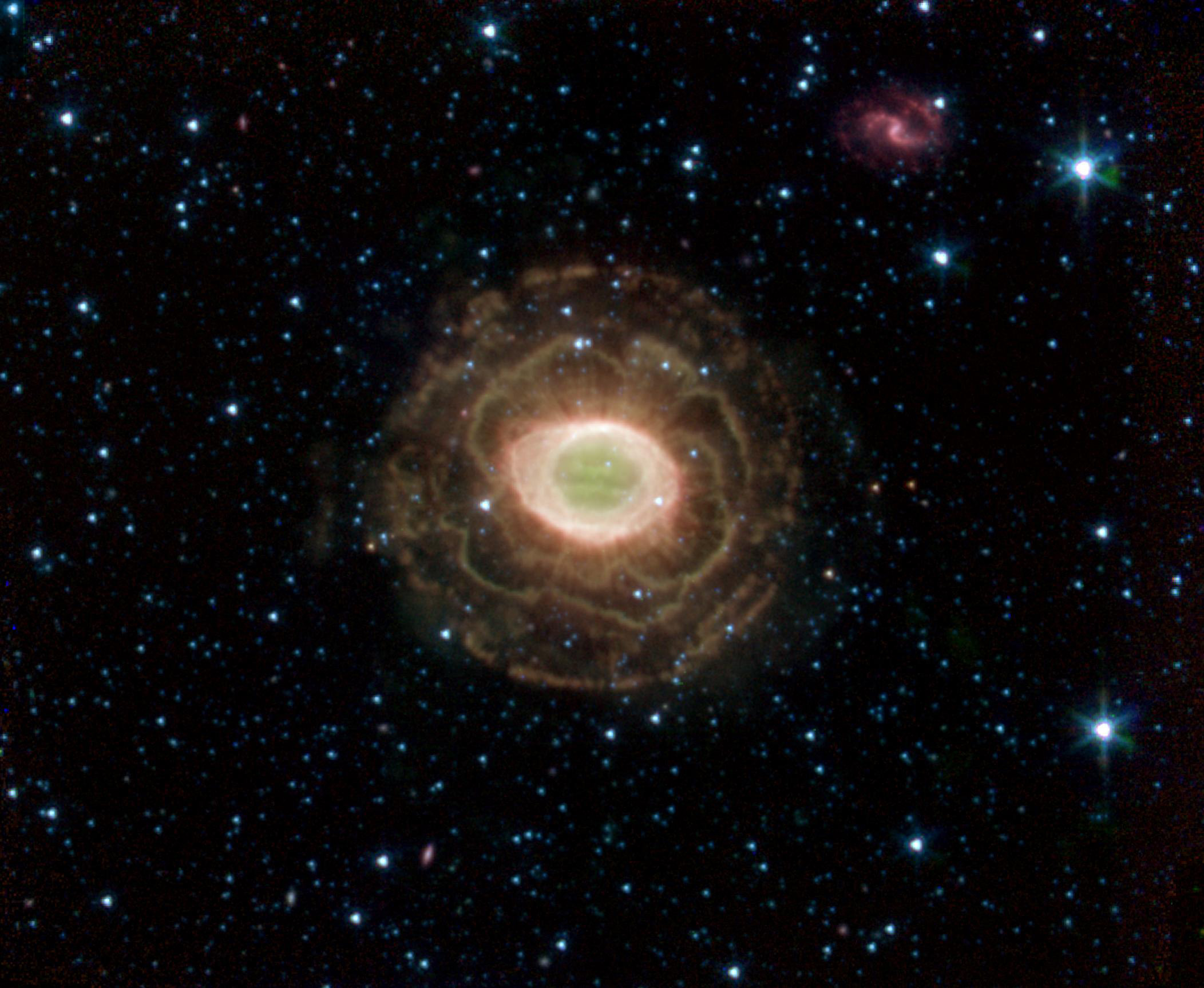
La Nebulosa Anello agli infrarossi.

Le nebulose planetarie si formano quando delle stelle di piccola o media grandezza, come il Sole, esauriscono la loro riserva di idrogeno nel loro nucleo; in questa fase le strutture della stella cambiano per raggiungere un nuovo equilibrio in cui è possibile continuare ad avere le reazioni di fusione nucleare: gli strati esterni così si espandono e la stella diventa una gigante rossa. Quando la temperatura interna aumenta di instabilità, gli strati più esterni possono venir espulsi sia in maniera continua che tramite alcune violente pulsazioni. Questo involucro di gas in espansione forma la nebulosa sferica, illuminata dall'energia ultravioletta della stella centrale.

## Proprietà
La nebulosa si trova a circa 2300 anni luce dalla Terra. Possiede una magnitudine apparente di 8,8 e una magnitudine fotografica di 9,7. In un periodo di 50 anni, il tasso di espansione è stato di circa 1 secondo d'arco/secolo, che corrisponde alle osservazioni spettroscopiche di 20–30 km/s. M57 è illuminata da una nana bianca centrale di magnitudine 15,75 (variabile), la cui massa è circa 1,2 M☉.
Tutte le parti interne di questa nebulosa hanno una colorazione tendente al blu-verdastro, causata dall'ossigeno doppiamente ionizzato (O III) alle linee di emissione di 495,7 e 500,7 nm. Queste linee si riscontrano solo in condizioni di densità molto bassa, equivalente ad appena pochi atomi per centimetro cubo. Nelle regioni più esterne dell'anello, parte della colorazione rossa è causata dalle linee di emissione dell'idrogeno a 656,3 nm, che fanno parte delle linee della serie di Balmer. Le linee dell'azoto ionizzato (N II) contribuiscono al colore rossastro a 654,8 e 658,3 nm.

## Struttura della nebulosa
]

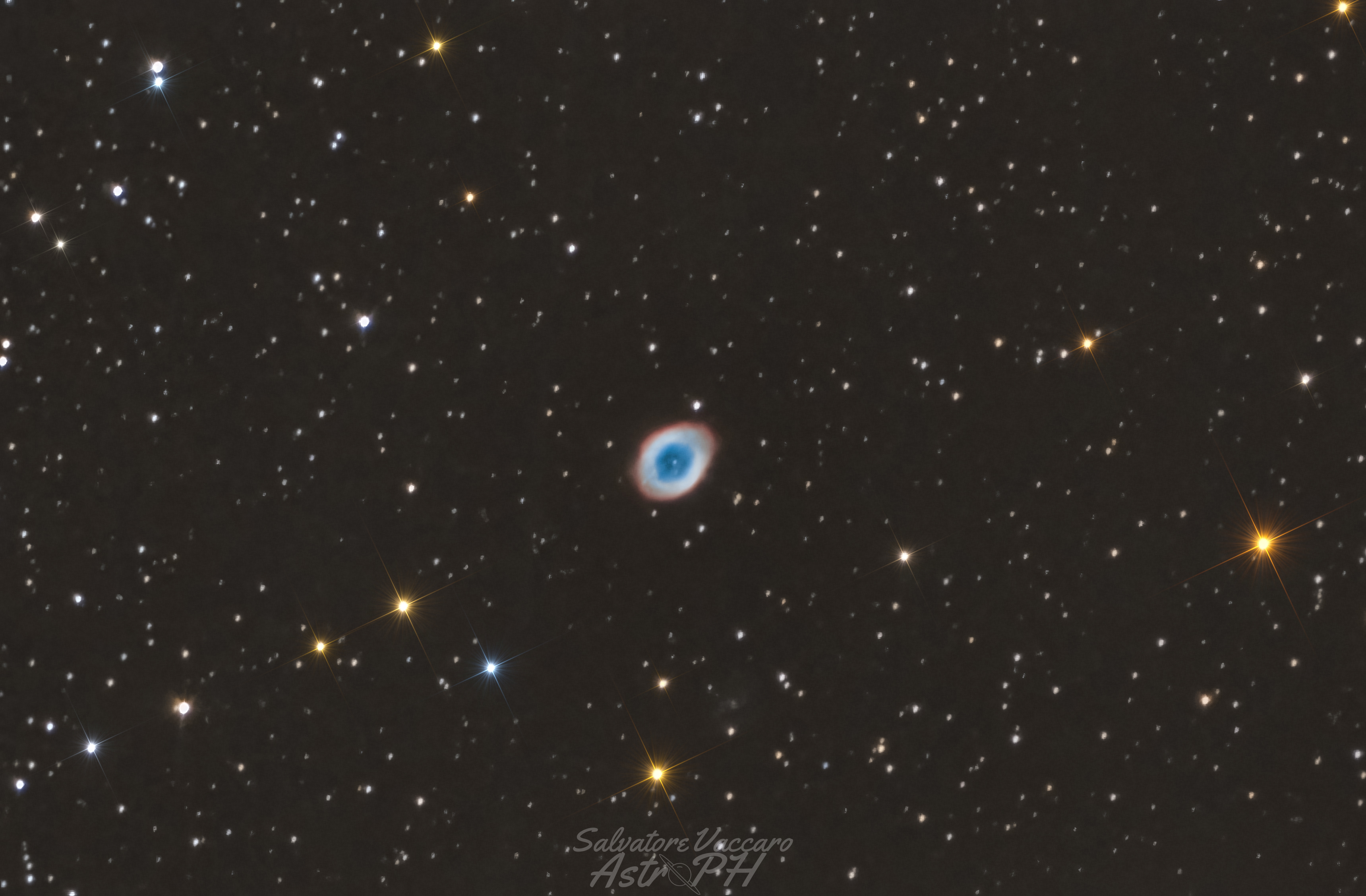
La nebulosa come appare attraverso un telescopio amatoriale di medie dimensioni. (Newton 150/750, immagine croppata) [Foto di Salvatore Vaccaro - Ripresa dai cieli di Lampedusa

M57 è un esempio di quella classe di nebulose planetarie note come nebulose bipolari, caratterizzate da una simmetria assiale bilobata, mostrando così una struttura ad anello se osservata lungo il suo asse maggiore di simmetria. Appare essere uno sferoide molto allungato con forti concentrazioni di materiale lungo l'equatore; dalla Terra l'asse di simmetria si osserva a circa 30°. Si stima che la nebulosità osservata si stia espandendo da circa 1.610 ± 240 anni.

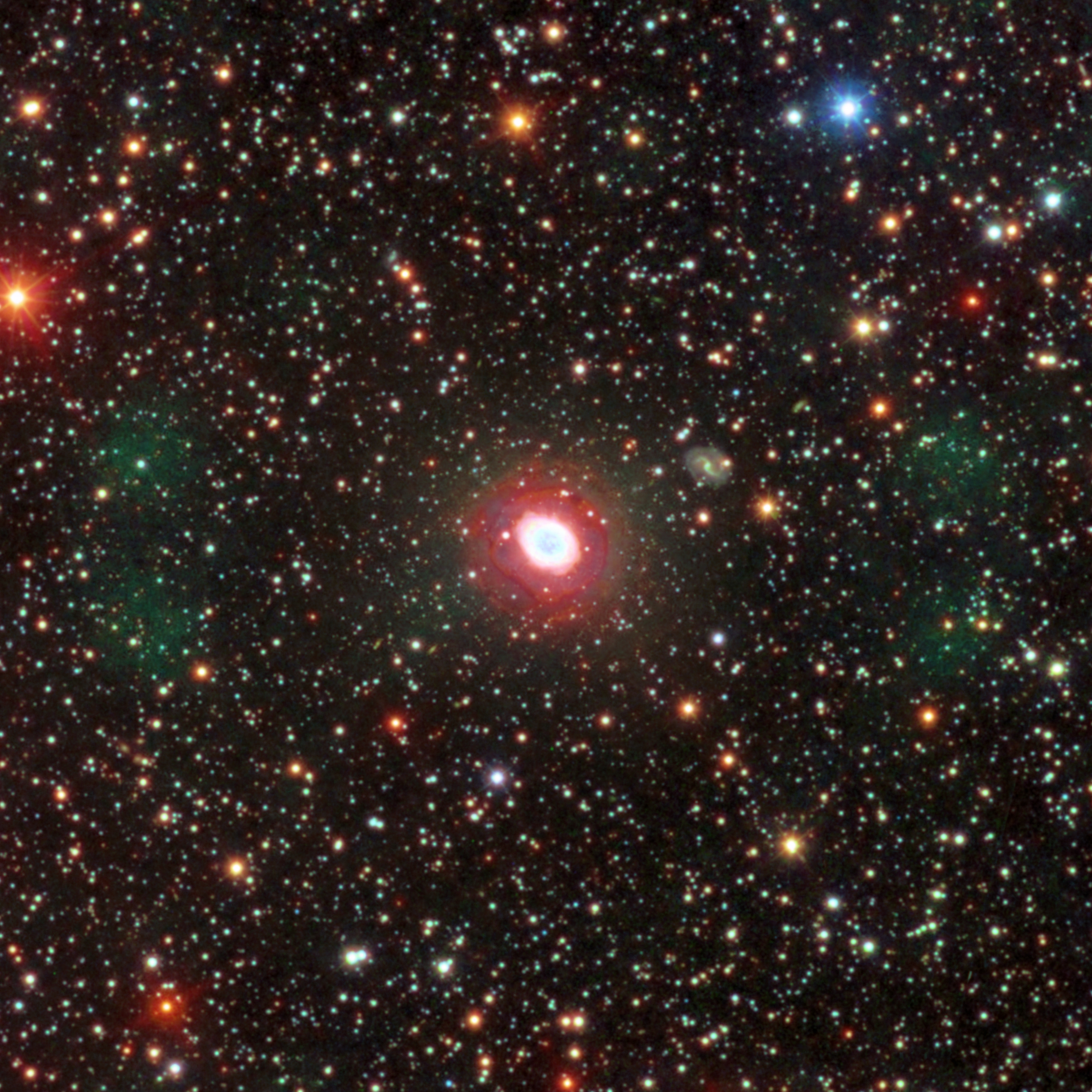
In immagini profonde, la nebulosa è molto più estesa e mostra almeno quattro lobi simmetrici rispetto alla struttura centrale e più nota.

Studi sulla struttura mostrano che questa nebulosa planetaria presenta dei nodi caratterizzati da una simmetria ben sviluppata. Tuttavia, questi nodi sono visibili solo avendo come sfondo l'emissione di fondo dell'anello equatoriale della nebulosa. M57 potrebbe includere al suo interno delle linee di emissione dell'N II situate nei vertici dei nodi di fronte alla stella centrale; tuttavia, molti di questi nodi sono neutri e appaiono solo nelle linee di estinzione. La loro esistenza mostra che sono probabilmente situati molto più vicino al fronte di emissione rispetto a quanto avviene nella nebulosa IC 4406, visibile nella costellazione del Lupo. Alcuni di questi nodi mostrano delle code ben sviluppate, talvolta osservabili pure direttamente nello spettro visibile. Immagini profonde a largo campo hanno evidenziato la presenza di almeno quattro lobi che emettono principalmente in OIII.

## La stella centrale
La stella centrale della nebulosa fu identificata dall'astronomo ungherese Jenő Gothard il 1º settembre del 1886, attraverso delle immagini prese col suo telescopio a Herény, allora posta nelle vicinanze della città ungherese di Szombathely e ora inclusa nella stessa città.
Negli ultimi duemila anni, la stella centrale della Nebulosa Anello ha lasciato il ramo asintotico delle giganti dopo aver esaurito quel poco che rimaneva della sua riserva di idrogeno. Questa stella non potrà dunque più produrre energia attraverso la fusione nucleare e in termini di evoluzione stellare si avvicina alla fase di conversione in una nana bianca compatta. Questa stella ora è formata soprattutto da carbonio e ossigeno, con un sottile involucro esterno composto da elementi più leggeri. La sua massa è di circa 0,61 - 0,62 masse solari, con una temperatura superficiale di circa 125.000 K. Attualmente la stella è 200 volte più luminosa del Sole, anche se la sua magnitudine apparente è di 15,75.

### Libri
- (EN) Stephen James O'Meara, Deep Sky Companions: The Messier Objects, Cambridge University Press, 1998, ISBN 0-521-55332-6.

### Carte celesti
- Toshimi Taki, Taki's 8.5 Magnitude Star Atlas, su geocities.jp, 2005. URL consultato il 7 novembre 2010 (archiviato dall'url originale il 5 novembre 2018). - Atlante celeste liberamente scaricabile in formato PDF.
- Tirion, Rappaport, Lovi, Uranometria 2000.0 - Volume II - The Southern Hemisphere to +6°, Richmond, Virginia, USA, Willmann-Bell, inc., 1987, ISBN 0-943396-15-8.
- Tirion, Sinnott, Sky Atlas 2000.0 - Second Edition, Cambridge, USA, Cambridge University Press, 1998, ISBN 0-933346-90-5.
- Tirion, The Cambridge Star Atlas 2000.0, 3ª ed., Cambridge, USA, Cambridge University Press, 2001, ISBN 0-521-80084-6.